# Рождественка (Шкотовский район)
В Приморье в Дальнереченском районе тоже есть село Рождественка.
Рожде́ственка — деревня в Шкотовском районе Приморского края, входит в состав Новонежинского сельского поселения.

## География
Деревня находится на берегу реки Гамаюнова, в 9 км от места её впадения в реку Суходол, на расстоянии 26 км от посёлка городского типа Смоляниново, административного центра района, и 97 км от города Владивосток, административного центра края.

## История
Деревня основана в 1907 году. Названа в честь великого двунадесятого праздника Рождества Христова.

## Население
| 1915 | 1926 | 2002 | 2005 | 2008 | 2010 |
| ---- | ---- | ---- | ---- | ---- | ---- |
| 465  | ↘430 | ↘117 | ↘100 | →100 | ↗142 |

## Улицы
В деревне имеется одна улица — Таёжная.

## Транспорт
Рождественка, как и Молёный Мыс, является одним из самых труднодоступных населённых пунктов Шкотовского района. Деревня связана с посёлком Новонежино единственной грунтовой дорогой длиной 7,5 км. Ближайшая железнодорожная станция Новонежино находится на расстоянии 8,5 км от деревни.

## Туризм
Деревня иногда также служит отправным пунктом для туристов при подъёме на Ливадийский хребет (горы Лысый Дед, Пидан).